# Chợ Hà Đông
Chợ Hà Đông là chợ trung tâm thuộc quận Hà Đông, Hà Nội. Chợ Hà Đông trước đây là chợ chính lớn nhất của tỉnh Hà Tây cũ. Hiện nay chợ Hà Đông đã được xây mới bao gồm 2 khu vực. Khu A chợ là tòa nhà 4 tầng chủ yếu dành cho các mặt hàng điện tử, quần áo dày dép, đồ chơi trẻ em và các mặt hàng phục vụ sinh hoạt gia đình. Khu B chợ là khu bán hoa quả, thịt cá.

## Lịch sử
Chợ Hà đông cũ đã từng bị cháy vào tối ngày 20/6/2005 thiêu rụi gần hết khu B, chuyên bán hàng mã và hoa quả.
Chợ Hà Đông mới được xây dựng trên nền chợ cũ và chính thức được đưa vào sử dụng từ ngày 22/6/2008. Chủ đầu tư của công trình này là Ủy ban Nhân dân TP. Hà Đông (Nay là quận Hà Đông), nhà thầu là Công ty Xây dựng VINACONEX 21.